# علم أمراض الشخصية
يشير علم أمراض الشخصية لأنماط دائمة من الإدراك، والعاطفة، والسلوك التي تؤثر سلبا على تكيف الشخص. تم تمييزها في الطب النفسي وعلم النفس السريري، بعدم المرونة التكيفية، ودورات مفرغة من السلوك غير القادر على التأقلم، وعدم الاستقرار العاطفي تحت الضغط. في الولايات المتحدة وأماكن أخرى، يتم تشخيص اضطرابات الشخصية بشكل قاطع على المحور الثاني من الدليل التشخيصي والإحصائي للاضطرابات النفسية التي نشرتها الجمعية الأمريكية للأطباء النفسيين.